# Колорадоит
Колорадоит — редкий минерал, теллурид ртути (химическая формула HgTe). Связан с месторождениями металлов (особенно золота и серебра).
Впервые найден 1877 году в США, штат Колорадо, в честь которого и был назван. Формируется колорадоит в условиях низко-среднетемпературного гидротермального процесса минералообразования в породах несущих золото-сульфидную минерализацию.
Сингония кубическая. Колорадоит имеет темно-серебристый металлический цвет, непрозрачен, достаточно хрупкок, удельный вес 8,093 г/см³, температура плавления 360 °С.
Месторождения находятся в США (округ Боулдер), России (Урал, Сихотэ-Алинь), Австралии (Калгурли) и других странах.